# Dellingr
Dellingr je bůh severské mytologie představující svítání. Je doložen ve sbírce Poetická Edda a Prozaická Edda. V obou zdrojích je popisován jako otec Dagra boha ztělesňujícího den. Byl buď třetím manželem bohyně Nótt ztělesňující noc nebo manžel jötnar Jord.

## Svědectví

### Poetická Edda
Je zmíněn v Poetické Eddě v básních. Ve sloce 24 Vafþrúðnismá bůh Ódin (skrytý jako Gagnráðr - jedno z jeho jmen) se ptá jötnar Vafthruthnir odkud přichází den a noc, a příliv. Ve 25 odpovídá:
Jméno otce Dne je Delling, Noc však byla zplozena Nörem, Novoluní a Úplněk byly stvořeny, aby připomínaly lidem běh času.

V básni Hávamál dwarf Þjóðrœrir recitoval nejmenované kouzlo "před Dellingovými dveřmi":
Patnáctou znám píseň: již Tjódröri pěl před dveřmi Dellinga. Ásům pěl sílu, álfům úspěch a moudrost Mocnému.

### Prozaická Edda
V 10. kapitole části Gylfaginning se nachází jako trůnící postava bůh a manžel bohyně Nótt. Pár měl za syna Dagra boha ztělesňujícího den. Ódin umístil Dagra a jeho matku Nótt na oblohu aby zde mohly jezidt se svými koňmi (den a noc).